# North American Soccer League (1968-1984)
De North American Soccer League (NASL) is een Amerikaanse voetbalcompetitie die bestond van 1968 tot 1984. Het is een voorloper van de Major League Soccer, die in 1993 is opgericht.
De NASL ontstond in december 1967 door een fusie tussen de organisaties achter de rivaliserende National Professional Soccer League (NPSL) en de United Soccer Association (USA).
Heel veel goede spelers kwamen er goed geld verdienen, onder anderen Pelé, Franz Beckenbauer, Johan Cruijff, Johan Neeskens, Jan van Beveren, Carlos Alberto, George Best en Giorgio Chinaglia. Bekende trainers waren ook in de League werkzaam, zoals Rinus Michels en Hennes Weisweiler.
Einde jaren '70 had de League nog vierentwintig ploegen, maar voor het kampioenschap van 1984 was dit al gedaald tot slechts negen.
Toen in februari 1985 slechts twee clubs interesse en geld hadden om verder te gaan, besloot de competitie ermee op te houden.

## Lijst van kampioenen
| Seizoen | Winnaar (Titel nummer)     | Runners-up               | Topscorer                             |
| ------- | -------------------------- | ------------------------ | ------------------------------------- |
| 1968    | Atlanta Chiefs (1)         | San Diego Toros          | Janusz (John) Kowalik                 |
| 1969    | Kansas City Spurs (1)      | Atlanta Chiefs           | Kaizer Motaung                        |
| 1970    | Rochester Lancers (1)      | Washington Darts         | Kirk Apostolidis                      |
| 1971    | Dallas Tornado (1)         | Atlanta Chiefs           | Carlos Metidieri                      |
| 1972    | New York Cosmos (1)        | St. Louis Stars          | Randy Horton                          |
| 1973    | Philadelphia Atoms (1)     | Dallas Tornado           | Kyle Rote Jr.                         |
| 1974    | Los Angeles Aztecs (1)     | Miami Toros              | Paul Child                            |
| 1975    | Tampa Bay Rowdies (1)      | Portland Timbers         | Steve David                           |
| 1976    | Toronto Metros-Croatia (1) | Minnesota Kicks          | Giorgio Chinaglia                     |
| 1977    | New York Cosmos (2)        | Seattle Sounders         | Steve David                           |
| 1978    | New York Cosmos (3)        | Tampa Bay Rowdies        | Giorgio Chinaglia                     |
| 1979    | Vancouver Whitecaps (1)    | Tampa Bay Rowdies        | Óscar Fabbiani                        |
| 1980    | New York Cosmos (4)        | Fort Lauderdale Strikers | Giorgio Chinaglia                     |
| 1981    | Chicago Sting (1)          | New York Cosmos          | Giorgio Chinaglia                     |
| 1982    | New York Cosmos (5)        | Seattle Sounders         | Giorgio Chinaglia Karl-Heinz Granitza |
| 1983    | Tulsa Roughnecks (1)       | Toronto Blizzard         | Roberto Cabañas                       |
| 1984    | Chicago Sting (2)          | Toronto Blizzard         | Steve Zungul                          |

## Eeuwige ranglijst (1968-1984)
| Club                      | /17 |
| ------------------------- | --- |
| Dallas Tornado            | 14  |
| New York Cosmos           | 14  |
| Rochester Lancers         | 11  |
| Vancouver Whitecaps       | 11  |
| San Jose Earthquakes      | 11  |
| St. Louis Stars           | 10  |
| Seattle Sounders          | 10  |
| Tampa Bay Rowdies         | 10  |
| Chicago Sting             | 10  |
| Atlanta Chiefs            | 9   |
| Washington Diplomats      | 8   |
| Portland Timbers          | 8   |
| Los Angeles Aztecs        | 8   |
| Fort Lauderdale Strikers  | 7   |
| Tulsa Roughnecks          | 7   |
| San Diego Sockers         | 7   |
| Minnesota Kicks           | 6   |
| Toronto Blizzard          | 6   |
| Miami Toros               | 5   |
| Toronto Metros            | 4   |
| Philadelphia Atoms        | 4   |
| Toronto Metros-Croatia    | 4   |
| California Surf           | 4   |
| Edmonton Drillers         | 4   |
| Kansas City Spurs         | 3   |
| Montreal Olympique        | 3   |
| Boston Minutemen          | 3   |
| Connecticut Bicentennials | 3   |
| Montreal Manic            | 3   |
| New England Tea Men       | 3   |

| Club                   | /17 |
| ---------------------- | --- |
| Philadelphia Fury      | 3   |
| Detroit Express        | 3   |
| Memphis Rogues         | 3   |
| Houston Hurricane      | 3   |
| Baltimore Bays         | 2   |
| Washington Darts       | 2   |
| Baltimore Comets       | 2   |
| Denver Dynamos         | 2   |
| San Antonio Thunder    | 2   |
| Jacksonville Tea Men   | 2   |
| Washington Whips       | 1   |
| New York Generals      | 1   |
| Team America           | 1   |
| Chicago Mustangs       | 1   |
| Toronto Falcons        | 1   |
| Detroit Cougars        | 1   |
| Houston Stars          | 1   |
| San Diego Toros        | 1   |
| Oakland Clippers       | 1   |
| Los Angeles Wolves     | 1   |
| Vancouver Royals       | 1   |
| San Diego Jaws         | 1   |
| Team Hawaii            | 1   |
| Las Vegas Quicksilvers | 1   |
| Colorado Caribous      | 1   |
| Oakland Stompers       | 1   |
| Calgary Boomers        | 1   |
| Minnesota Strikers     | 1   |
| Boston Beacons         | 1   |
| Cleveland Stokers      | 1   |

ALPF (1894–95) · 
NAFBL (1895–1921) · 
ASL I (1921–33) · 
ASL II (1933–83) · 
ISL (1960-65) ·
NPSL I (1967) · 
USA (1967) · 
NASL (1968–85) · 
MISL I (1978–92) · 
NPSL II (1984–2001) · 
USL I (1984–85) · 
WSA (1985–89) · 
LSSA (1987–92) · 
ASL III (1988–89) · 
CISL (1993–97) · 
EISL (1997–98) · 
WISL (1998–2001) · 
WUSA (2001–03) · 
MISL II (2001–08) · 
XSL (2008–09) · 
USL First Division (2005–2010) · 
USL Second Division (1990–2010) · 
D2 Pro League (2010) ·
NASL (2011–17)